# 弗拉特群島
67°36′S 62°49′E / 67.600°S 62.817°E
弗拉特群島（英語：Flat Islands）是南極洲的群島，位於霍姆灣東部，處於莫森站西北面約3公里和韋爾奇島西南面3.2公里，橫跨4公里，由挪威製圖師根據該國探險隊的空中照片繪入地圖。